# الکساندر تاراسنکو (بازیکن فوتبال، زاده ۱۹۸۵)
الکساندر تاراسنکو (اوکراینی: Олександр Сергійович Тарасенко؛ زادهٔ ۱۲ فوریهٔ ۱۹۸۵) بازیکن فوتبال اهل اوکراین است.